# Mehmed III Giray
Mehmed III Giray (tué en 1628) est un khan de Crimée ayant régné en 1610, de 1623 à 1624, puis de 1624 à 1627.

## Origine
Mehmed  Giray est le frère et qalgha de Selamet Ier Giray. Après s'être révolté contre ce dernier avec son frère le nureddin Shahin Girayn, il est destitué de sa fonction et remplacé par Janibeg Giray.

## Règne
À la mort de Selamet Ier Giray, Mehmed III, son ex qalgha, appuyé par un parti de Circassiens, réussit à se faire nommer khan grâce à la protection du futur grand vizir Gümülcineli Damat Nasuh Pacha. Il est immédiatement déposé sur ordre du sultan Ahmet Ier et emprisonné au « château des Sept Tours ». Il s'évade pendant les troubles consécutifs à l'accession au trône de Moustafa Ier en 1617 mais est exilé à Rhodes.
Après le second avènement de Moustapha Ier, Mehmed III Giray est rétabli en 1623. Son frère Shahin, qui s'était réfugié à la cour de Chah Abbas, le rejoint en Crimée et devient son qalgha. Les deux frères sans héritiers naturels décident de choisir comme nureddin un certain Ahmed Choban Giray, fils putatif de Fetih Ier Giray. Le choix de cet héritier considéré comme un bâtard soulève l'hostilité de tous les autres princes Giray, fils de Selamet Ier Giray ou de Ghazi II Giray.
Mehmed III et Shahin n'hésitent pas par ailleurs à revendiquer avec fierté leur origine gengiskhanide et affectent du fait de l'antiquité de leur race de considérer les Osmanli comme des quasi parvenus ; Shahin se permet enfin de mettre à mort pour les détrousser deux ambassadeurs russes qui venaient féliciter le nouveau sultan pour son avènement. C'est à cette époque que Chahin, lors d'un raid en Bessarabie, massacre sauvagement la famille de Kantemir, le khan des Nogaïs Mansur, mais ce dernier revenu en hâte réussit à le chasser avant de devenir son ennemi le plus acharné.
Excéder par ces exactions, la Sublime Porte envoie en 1624 une expédition maritime commandée par les vizirs Hasan et Ibrahim Pasha et par Redjeb le capitan pacha pour déposer Mehmed III Giray et rétablir l'ancien khan Janibeg. Les Ottomans sont sévèrement vaincus par les Tatars alliés aux Nogaïs et même aux cosaques dans un combat où le nureddin Ahmed Choban Giray trouve une mort glorieuse. Hasan Pasha est tué, Ibrahim Pasha meurt de ses blessures et le capitan pacha ne peut qu'obtenir la restitution de Keffe qui était occupée par les Tatars.

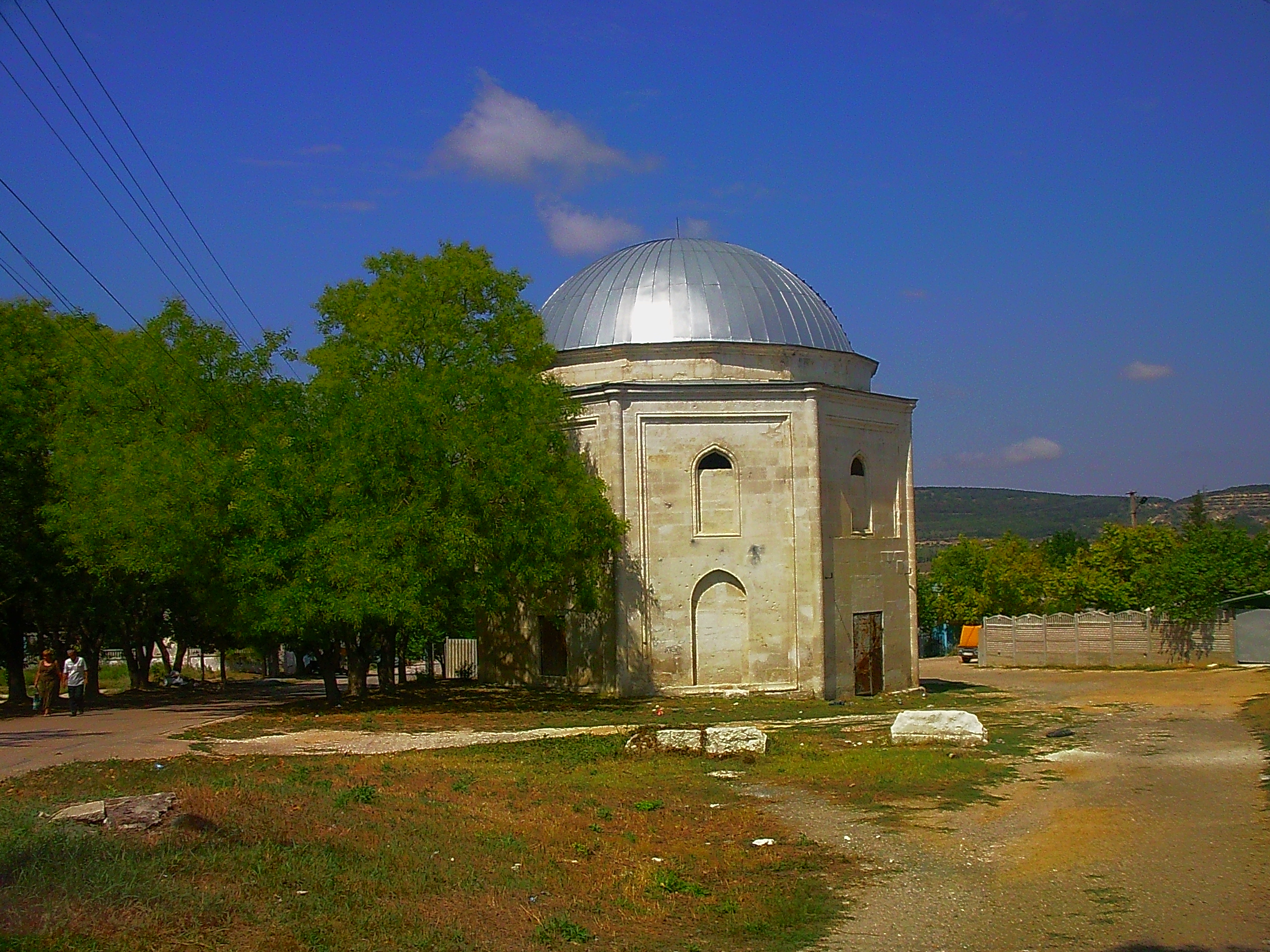
Le mausolée où il repose.

Mehmed III Giray, conforté sur son trône, obtient des Ottomans le rétablissement de la forteresse d'Ocsakow, jadis édifiée par le sultan Soliman le Magnifique pour protéger le détroit de Toghangetschidi. En 1626, à la demande de la Porte, il attaque la Pologne mais subit une lourde défaite lors du passage du Dniestr. Les Turcs s'empressent de désavouer l'initiative de leur vassal. Cependant, dans les négociations de paix qui suivent, il obtient le versement d'un tribut annuel de 40 000 pièces d'or.
Mehmed III Giray poursuit son règne dans la violence jusqu'en 1627, année où Janibeg est rétabli par la flotte du capitan Pacha Hasan appuyée par les troupes des vizirs Keenan Pacha et Hosein de Banyalouka. Leur ennemi Kantemir, khan des Nogaïs Mansur, est nommé gouverneur de Silistrie.
Mehmed III et Shahin se réfugient chez les cosaques et réapparaissent l'année suivante en Crimée à la tête d'une armée  composée de Nogaïs fidèles et de cosaques ; le combat tourne à leur désavantage, et Mehmed III est tué d'une balle par ses alliés cosaques dont la tête de l'hetman Mykaïlo Dorochenko est plantée sur les créneaux de Keffe par les Turcs. Shahin s'enfuit en Pologne.